# 페르마의 원리
페르마의 원리(Fermat's principle)는 빛의 진행 경로에 대한 설명으로, 빛은 최단 시간으로 이동할 수 있는 경로를 택한다는 것이다. 이 법칙은 스넬의 법칙을 설명하는 데에 사용할 수 있다.
하위헌스 원리로 이 원리를 유도할 수 있다. 또한 양자전기역학으로도 유도가 가능하다.

## 역사
알렉산드리아의 헤론은 빛의 진행 경로는 최단 거리를 따른다고 생각했다. 글런은  빛의 속도가 항상 일정할 때에만 가능하며, 반사 현상은 설명할 수 있지만 굴절 현상은 설명하지 못했다. 이후 17세기에 이르러 페르마는 굴절 현상을 설명하기 위해 '페르마의 원리'라 불리는 최소 시간의 원리를 주장했고, 이를 이용하여 굴절 현상을 성공적으로 설명할 수 있었다.

## 같이 보기
- 작용 (물리학)
- 오귀스탱 프레넬
- 복굴절
- 변분법
- 측지선
- 해밀턴의 원리
- 경로 적분 공식화
- 피에르 드 페르마
- 스넬의 법칙
- 토머스 영